# إيرفن أ. غونزاليس
إيرفن أ. غونزاليس (بالإنجليزية: Ervin A. Gonzalez)‏ هو محامي أمريكي، ولد في 6 يونيو 1960 في ميامي في الولايات المتحدة، وتوفي في 8 يونيو 2017 في كورال غيبلز في الولايات المتحدة.